# Eric Douglas
Eric Anthony Douglas (ur. 21 czerwca 1958 w Los Angeles, zm. 6 lipca 2004) – amerykański aktor filmowy i telewizyjny, syn Kirka Douglasa i przyrodni brat Michaela Douglasa.

## Filmografia
- 1971: Pojedynek rewolwerowców
- 1978–1981: The White Shadow
- 1982: Remembrance of Love
- 1984: Chłopak z klubu Flamingo
- 1984–1989: Autostrada do nieba
- 1985: Urwis w spódnicy
- 1986: Złote dziecko
- 1987: Student Confidential
- 1988: Nakaz honoru
- 1988–1990 La Belle Anglaise
- 1989–1996 Opowieści z krypty
- 1991: Męskie opowieści
- 1991: Delta Force 3: Zabójcza gra
- 1993: Alaska Kid